# Abd-al-Aziz ibn al-Hajjaj ibn Abd-al-Màlik
Abd-al-Aziz ibn al-Hajjaj ibn Abd-al-Màlik fue un general omeya, primo del califa Yazid III.
En el reinado de Walid II, ayudó a Yazid III, que se había sublevado, a reclutar fuerzas contra el califa; reunieron soldados en Damasco, y Abd-al-Aziz marchó contra Walid. Abbás, hermano de Yazid, estaba en el bando del califa, pero fue sorprendido y tuvo que rendir honores ante Yazid. Poco después, el general conquistó el castillo de Bakhra donde se había retirado Walid, al que detuvo y mató (744). Yazid fue entonces proclamado califa.
La ciudad de Homs se opuso al nuevo califa, y las fuerzas locales marcharon a Damasco. Yazid envió contra estas fuerzas dos grupos armados, que entretuvieron a la gente de Homs y mientras Abd-al-Aziz con todas sus fuerzas los atacó y los derrotó.
Poco después murió Yazid tras designar a su hermano Ibrahim ibn Al-Walid como heredero y a Abd al-Aziz como segundo heredero. Pero Homs rehusó otra vez reconocer a Ibrahim, que por otra parte no era reconocido en muchos lugares más que en la capital. Ibrahim ordenó a Abd al-Aziz sitiar Homs, lo que éste hizo, pero se retiró cuando llegaron a las cercanías de la ciudad las fuerzas dirigidas por Marwan ibn Muhammad, gobernador de Armenia y Azerbaiyán. Homs abrió las puertas a Muhammad.
Las fuerzas de Ibrahim fueron derrotadas en noviembre de 744 en Ayn al-Djarr, y Muhammad ibn Marwan entró en Damasco donde se hizo proclamar califa. Nada más entrar en la ciudad, los libertos de Walid II mataron a Abd al-Aziz.